# Diamesa punctata
Diamesa punctata är en tvåvingeart som först beskrevs av Jean-Jacques Kieffer 1923.  Diamesa punctata ingår i släktet Diamesa och familjen fjädermyggor. Inga underarter finns listade i Catalogue of Life.